# Oliver Jeffers
Oliver Jeffers (Port Hedland, Austràlia Occidental, 1977) és un artista, il·lustrador i escriptor nascut accidentalment a Austràlia però criat a Belfast (Irlanda del Nord). Va estudiar en una escola d'ensenyament secundari especialitzada en art digital (Hazelwood College) i es graduà en Comunicació Visual a la Universitat d'Ulster el 2001. Després visqué a Austràlia i finalment s'ha establert a Brooklyn.

## Obra
Jeffers ha cultivat diverses formes d'art (pintura, instal·lacions, il·lustració, creació d'àlbums il·lustrats) i la seva obra ha estat exposada en diverses ciutats europees, americanes i a Austràlia.
Entre nosaltres és sobretot conegut pels seus àlbums il·lustrats per a infants publicats per Philomel-Penguin als Estats Units i per Harper Collins al Regne Unit. La majoria han estat traduïts i publicats en català per l'editorial Andana (alguns només existeixen en castellà publicats pel Fondo de Cultura Económica). El primer llibre, How to catch a star (2004), va rebre una excel·lent crítica i el segon, Lost and found, va rebre nombrosos premis (Nestlé Smarties Book Prize Gold Medal 2006, el Blue Peter Book Award 2006, i fou finalista per la Kate Greenaway Medal 2006).
Lost and Found va ser convertit en pel·lícula d'animació (AKA studio, dirigida per Philip Hunt, 2008). També com a pel·lícula ha guanyat alguns premis (BAFTA per la Millor Animació infantil, el 2009).
Al 2013, Jeffers va fer la coberta (un retrat de Nelson Mandela) per la cançó «Ordinary Love» d'U2.

## Llibres publicats

### Autor i il·lustrador
- How to Catch a Star (Philomel, 2004) -- Cómo atrapar a una estrella (Mèxic, Fondo de Cultura económica, 2005)[3]
- Lost and Found (Philomel, 2005) -- Perdut i trobat (València, Andana, 2010)
- The Incredible Book Eating Boy (Philomel, 2006) -- L'increïble nen menjallibres (València, Andana, 2013)
- The Way Back Home (Philomel, 2007) -- De vuelta a casa (Mèxic, Fondo de Cultura económica, 2008)
- The Great Paper Caper (Philomel, 2008) -- El misterioso caso del oso (Mèxic, Fondo de Cultura económica, 2009)
- The Heart and the Bottle (Philomel, 2010) -- El cor i la botella (València, Andana, 2014)
- Up and Down (Philomel, 2010) -- Amunt i avall (València, Andana, 2011)
- Stuck (Philomel, 2011) -- Atrapat (València, Andana, 2011)
- This Moose Belongs to Me (Philomel, 2012) -- L'ant és meu (València, Andana, 2012)
- The Hueys sèrie (Philomel) -- Els Huguis
  - The New Jumper / The New Sweater (2012) -- El jersei nou (València, Andana, 2015)
  - It Wasn't Me (2014) -- Jo no he sigut (València, Andana, 2015)
  - None the Number (2014)
- Once Upon an Alphabet: Short Stories for All the Letters (Philomel, 2014)
- Hueys - What's the opposite? (2015)
- Here we are: Notes for Living on Planet Earth (HarperCollins, 2017) -- Som Aquí: Notes per viure al Planeta Terra (València, Andana, 2017)

### Com a il·lustrador
- Noah Barleywater Runs Away, de John Boyne (2010) -- En Noah Barleywater fuig de casa (Barcelona, Empúries, 2011)
- The Boy Who Swam with Piranhas, de David Almond (2012)
- The Terrible Thing That Happened to Barnaby Brocket, de John Boyne (2013) -- El noi que no tocava de peus a terra (Barcelona, Fanbooks, 201)
- The Day The Crayons Quit, de Drew Daywalt (Philomel, 2013) -- El dia que les ceres de colors van dir prou (València, Andana, 2013)
- Five Go to Smugglers Top, d'Enid Blyton, edició limitada pel 70è aniversari (2013)
- Stay Where You Are And Then Leave, de John Boyne (2014)
- Imaginary Fred d'Eoin Colfer (HarperCollins Children's Books, 2015) -- Fred, l'amic imaginari (València, Andana, 2016)

### Portada
- The Weight of Water, de Sarah Crossan (2011)

### Altres
- Neither Here Nor There monogràfic de pintures d'Oliver Jeffers (Gestalten, 2012)